# Construcciones Aeronáuticas S.A.

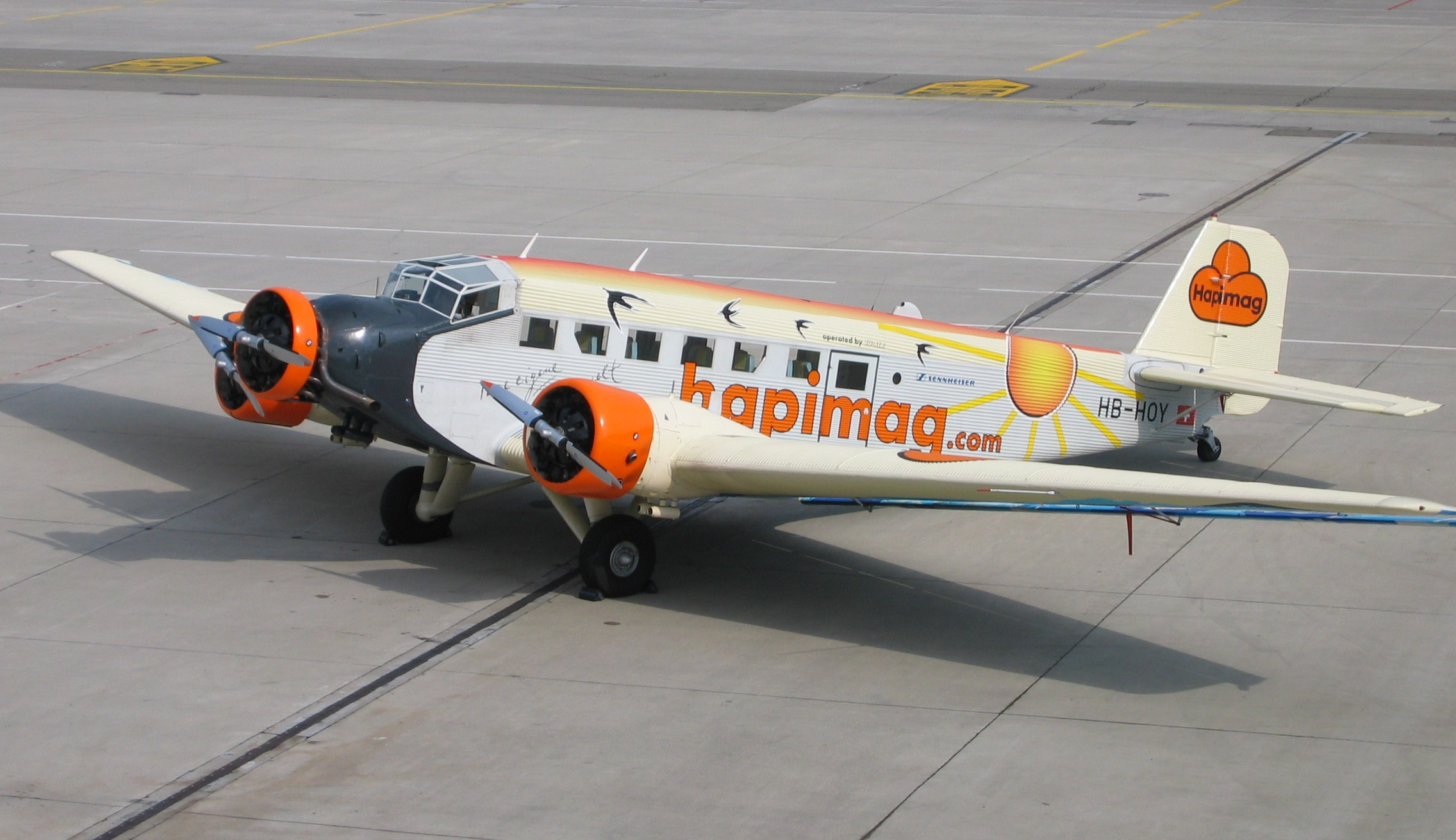
CASA 352L (HB-HOY) der Ju-Air 2004 auf dem Flughafen Zürich

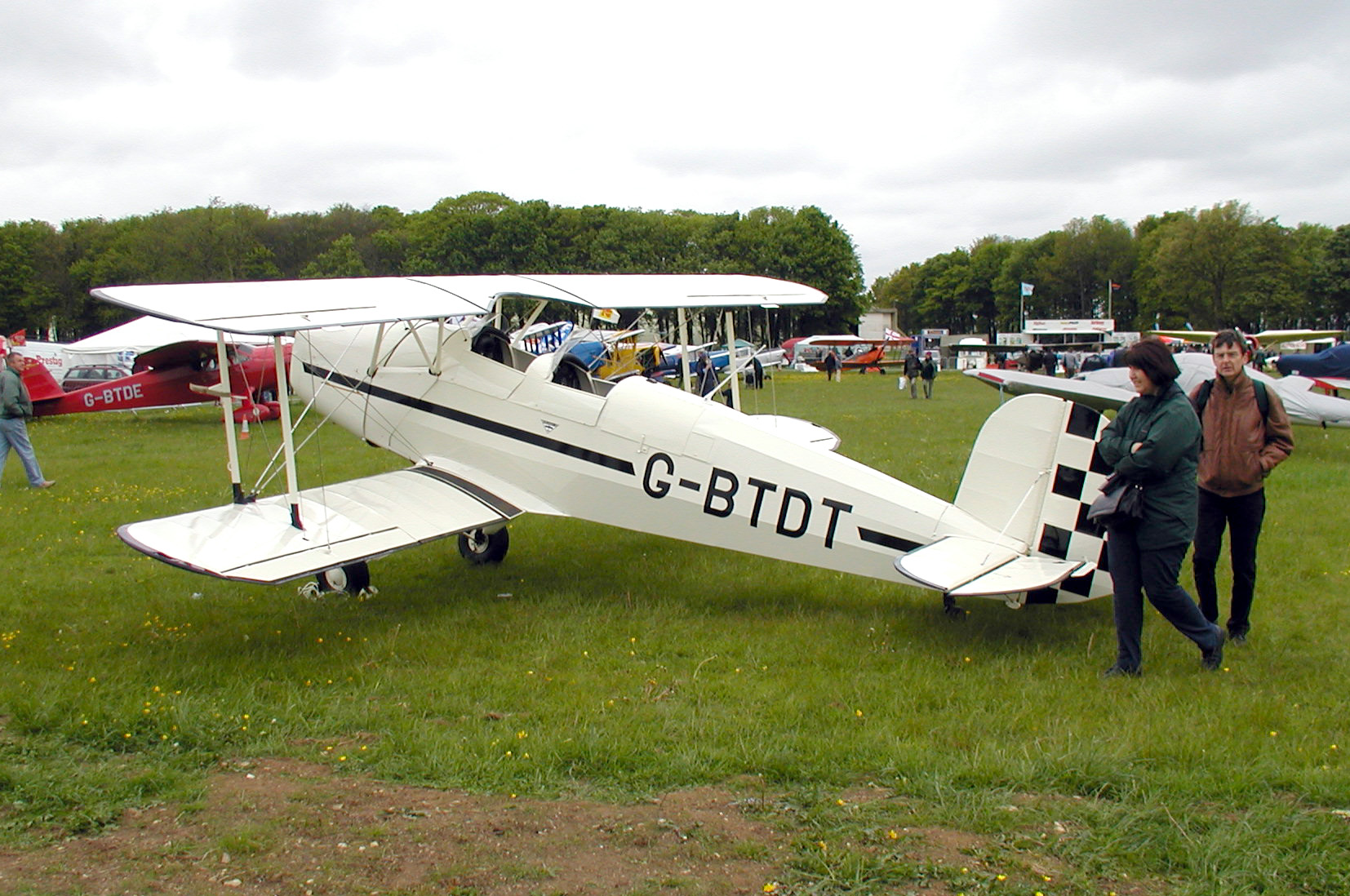
CASA 1.131E Jungmann von 1957

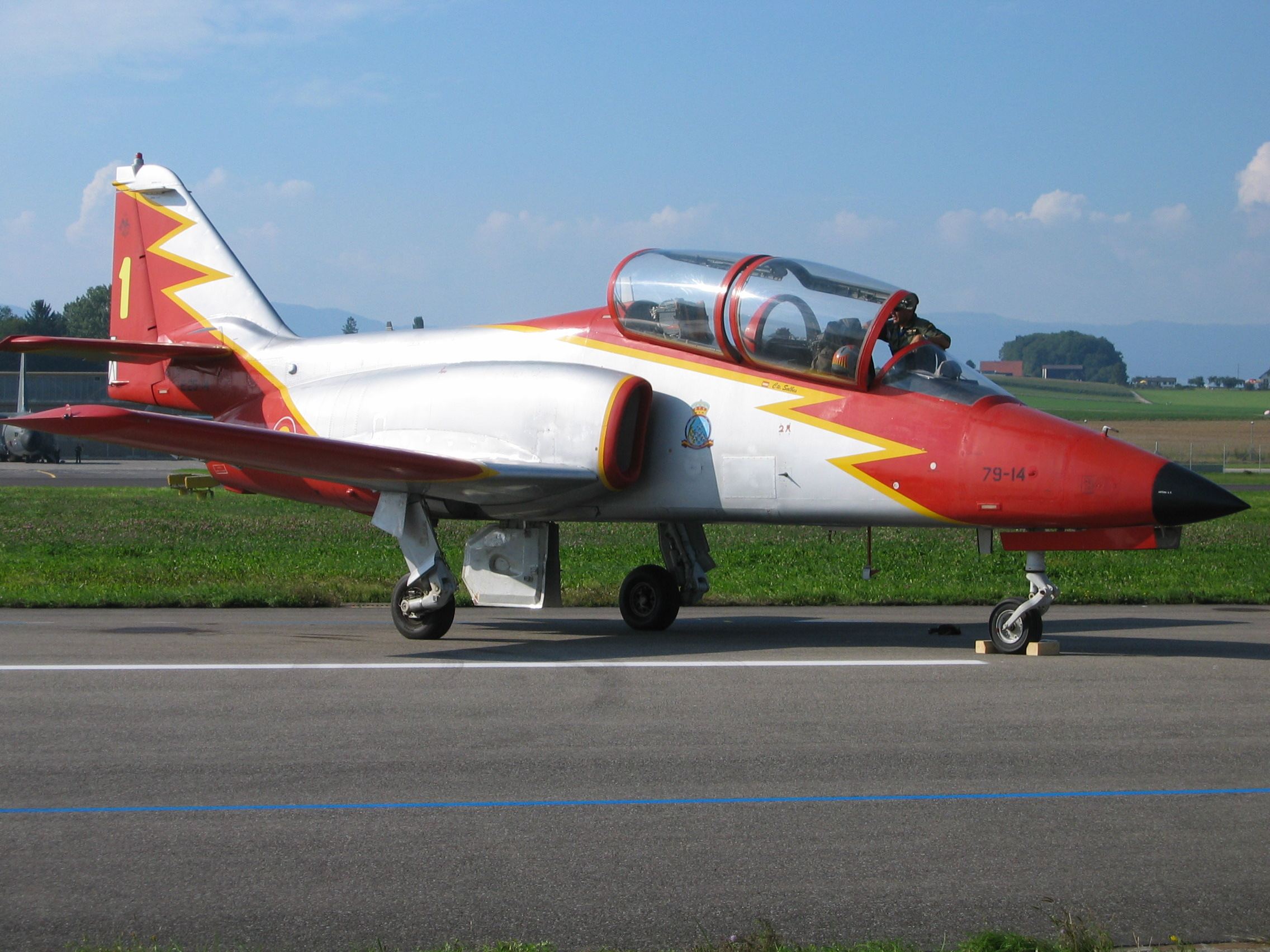
Ein Aviojet der Patrulla Aguila auf dem Militärflugplatz Payerne (Schweiz)

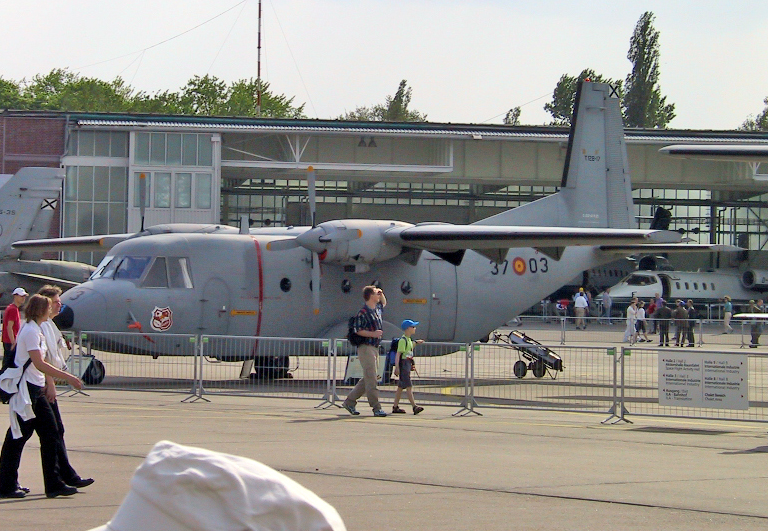
CASA C-212 auf der ILA 2002 in Berlin

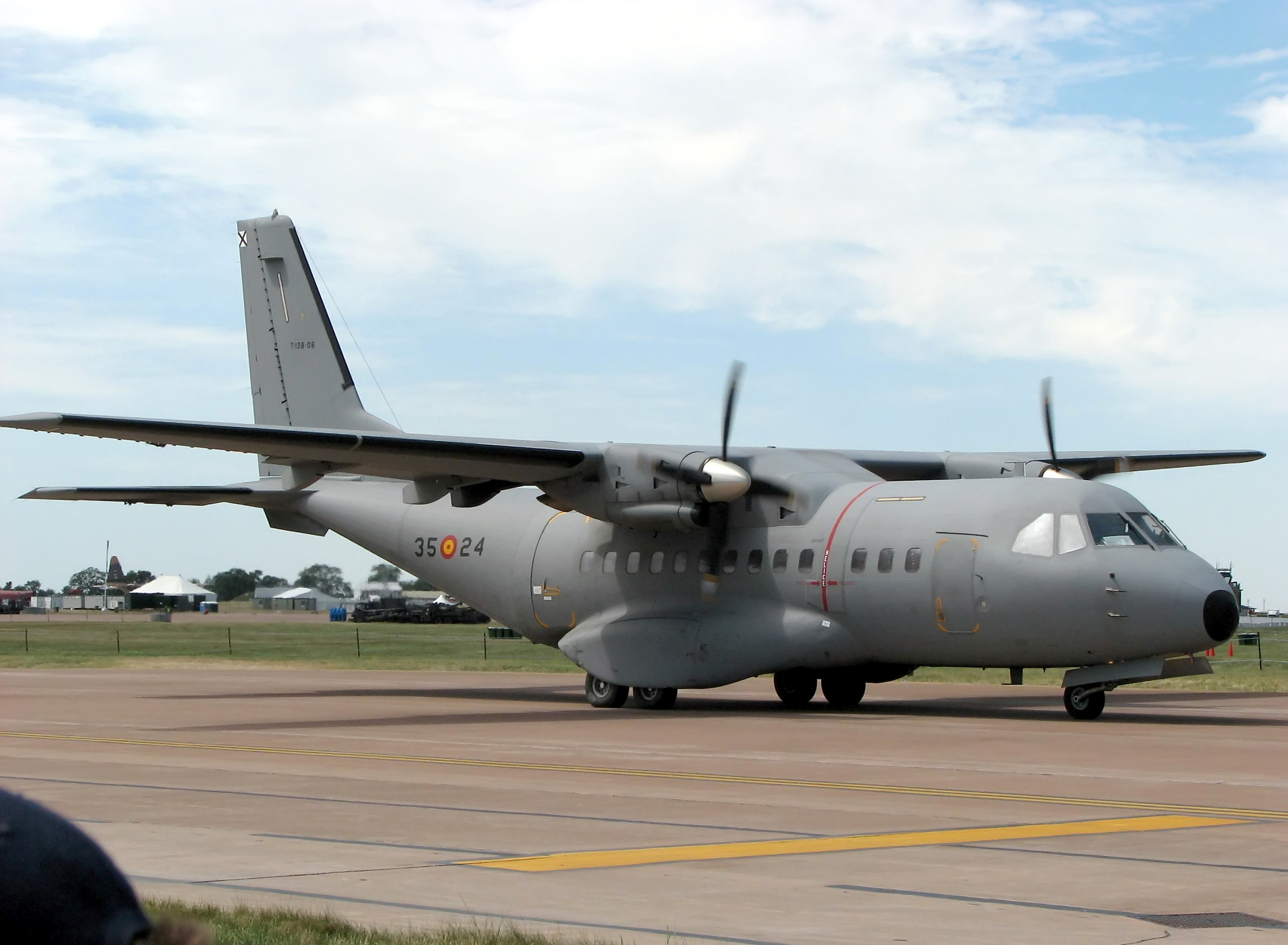
CASA C-235 der spanischen Luftwaffe

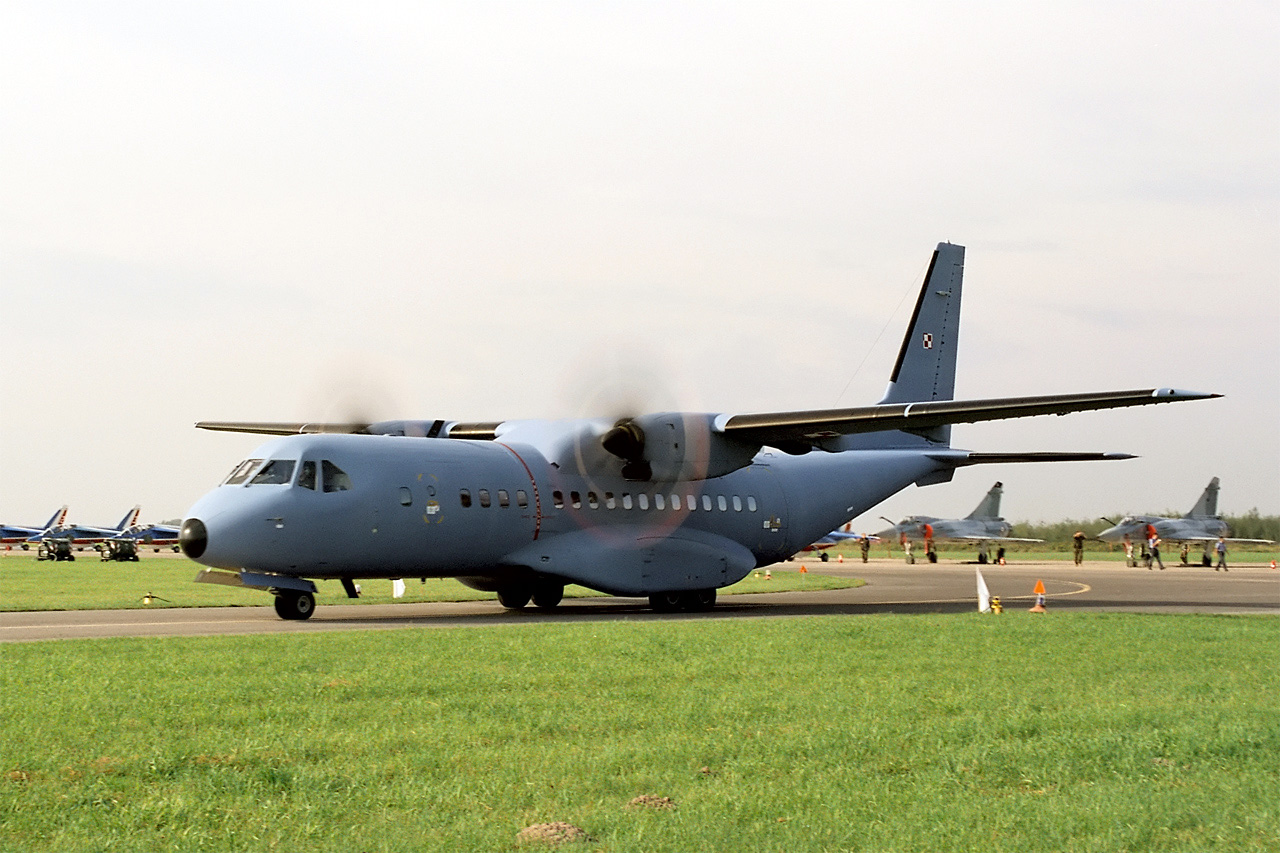
CASA C-295 der polnischen Luftwaffe

Construcciones Aeronáuticas S.A. (CASA) war ein 1923 gegründeter Flugzeughersteller in Sevilla, der in seiner frühen Zeit vor allem ausländische Flugzeugtypen in Lizenz herstellte, später aber auch eigene Maschinen entwickelte und baute. Im Jahre 1972 übernahm CASA die zweite große spanische Flugzeugfabrik Hispano Aviación und firmiert seit 1999 unter EADS-CASA als spanischer Teil des multinationalen europäischen Luftfahrtkonzerns EADS – heute Airbus Group.

## Geschichte

### CASA (1923–1999)
Die Construcciones Aeronáuticas S.A. (CASA) wurde von José Ortiz Echagüe am 3. März 1923 als Aktiengesellschaft in Sevilla/Spanien gegründet. Das neue Unternehmen begann sogleich mit der Wartung der zumeist importierten Flugzeuge diverser Hersteller. Im Mai 1928 wurde in Cádiz im Süden des Landes eine neue Fabrik mit den modernsten elektrotechnischen Anlagen ganz Spaniens errichtet und gleichzeitig begann das Unternehmen mit der Entwicklung seines ersten eigenen Flugzeugtyps. Drei Jahre später erscheint das erste von CASA eigenständig entwickelte Flugzeug, die 1930 vorgestellte CASA I. Im selben Jahr besuchte König Alfons XIII. die Fabrik in Cádiz.
Während des im Jahre 1936 ausgebrochenen Spanischen Bürgerkrieges wartete und reparierte CASA die im Einsatz befindlichen Flugzeuge der spanischen Nationalisten unter dem Kommando von General Francisco Franco. Noch während des Bürgerkrieges begann die Lizenzfertigung der dreimotorigen Junkers Ju 52/3m aus Deutschland als CASA 352, deren Produktion noch viele Jahre weiterlaufen sollte und die wohl zu den bekanntesten CASA-Flugzeugen überhaupt gehört. In den folgenden Jahren erschienen einige neue Landflugzeug- und Wasserflugzeug-Projekte, die zum Teil als Prototypen gebaut wurden, aber letztlich nicht in die Serienproduktion gingen.
Während des Zweiten Weltkriegs, an dem Spanien nicht beteiligt war, begann CASA im Jahre 1940 mit der Herstellung des Bombers CASA 2.111 als Lizenzbau der Heinkel He 111. Daneben wartete und reparierte das inzwischen stark vergrößerte Unternehmen die Flugzeuge der nach dem Bürgerkrieg 1939 aus den siegreichen Luftstreitkräften entstandenen neue Ejército del Aire. Im Sommer 1943 kaufte die spanische Regierung insgesamt 33 % von CASA und begann mit der allmählichen Umwandlung des Unternehmens zu einem Staatskonzern. Im April 1945 wurde eine in Barcelona gelandete viermotorige Junkers Ju 290 der Lufthansa zur Erprobung und Überholung an CASA übergeben; ein in Erwägung gezogener Nachbau der großen Ju 290 ließ sich aus verschiedenen Gründen (Zusammenbruch des Deutschen Reichs und andere logistische Unzulänglichkeiten) nicht realisieren, aber diese Maschine kam bei der staatlichen Fluggesellschaft Iberia sowie der Luftwaffe noch einige Jahre zum Einsatz.
Im Jahre 1945, nach dem Ende der Kampfhandlungen in Europa, wurde in der Hauptstadt Madrid ein neues auf Modellbau und Herstellung mechanischer Komponenten spezialisiertes Werk eröffnet. In der Folge wurde 1946 die Entwicklungsabteilung neu gegründet, um erneut eigene Flugzeugtypen mit eigener Technologie zu entwickeln, da das Unternehmen sich infolge der Vergangenheit zu einem Flugzeughersteller nach ausländischer Lizenz entwickelt hatte. Überdies besaßen die ausländischen Flugzeughersteller keine eigene Technologiebasis für eigene Projekte mehr und verloren daher im internationalen Vergleich stark an Boden. In den Nachkriegsjahren und der politischen Isolation Franco-Spaniens durch die Alliierten und insbesondere der USA war CASA neben der Lizenzproduktion deutscher Maschinen von Bücker Flugzeugbau, Heinkel und Junkers für die eigenen Luftstreitkräfte, weiterhin hauptsächlich mit der Instandhaltung und Wartung von Flugzeugen der verschiedensten Hersteller beschäftigt, die in Spanien nach wie vor im Einsatz waren, begann aber gleichzeitig wie geplant auch wieder mit der Entwicklung neuer eigener Flugzeugtypen.
In den 1950er Jahren erschienen dann auch diverse neue Verkehrsflugzeuge, wie die C-201 Alcotán, die C-202 Halcón sowie die C-207 Azor. Diese drei Maschinen, die nach einem neuen Programm zum erneuten Beginn der Herstellung eigener Typen entwickelt wurden, waren im Vergleich zu US-amerikanischen Typen wie der Douglas DC-4 oder DC-6 jedoch allesamt schon bei ihrer Vorstellung nicht mehr ganz auf der Höhe der Zeit, so dass sie außerhalb von Spanien keine Käufer mehr fanden. Durch die Annäherung der USA an Spanien im Zuge des Kalten Krieges erhielt CASA im Jahre 1957 einen Vertrag zur Instandhaltung und Wartung der im Rahmen der NATO in Europa (und auch in Spanien selbst) stationierten Kampfflugzeuge vom Typ F-100 Super Sabre der US-amerikanischen Luftstreitkräfte (USAF), was die wirtschaftliche Situation und damit auch die Existenz des Unternehmens nunmehr langfristig sicherte.
Später erhielt CASA in den 1960er Jahren von der spanischen Regierung einen Auftrag, die in den USA gebauten Schulflugzeuge vom Typ Lockheed T-33A Shooting Star zu modernisieren. Ebenfalls in den 1960er Jahren begann die Lizenzfertigung ausländischer Flugzeuge von neuem, wobei nach deutschen und US-amerikanischen Lizenzen die CASA C-127 (Lizenzversion der Dornier Do 27), CASA SF-5A (Lizenzversion der Northrop F-5A – auch als zweisitzige Version SF-5B gebaut) sowie CASA C-223 Flamingo (Lizenzversion der MBB 223 Flamingo) für die Spanische Luftwaffe und Spanische Marine entstanden.
In den 1970er Jahren durch neue Aufträge finanziell gestärkt, übernahm Construcciones Aeronáuticas S.A. 1972 den zweiten größeren Flugzeughersteller Spaniens Hispano Aviación und wurde mit anderen Herstellern aus Frankreich, Deutschland und Großbritannien Mitglied des in jenem Jahr gegründeten Airbus-Konsortiums. Trotz der Übernahme von Hispano Aviación wurde die Firmierung des Unternehmens nicht geändert und behielt seine Bezeichnung CASA weiterhin bei.
Mitte der 1970er Jahre, als die spanische Luftwaffe ein neues Schulflugzeug benötigte, um die alternden Hispano Aviación HA-200 Saeta, Lockheed T-33A Shooting Star und North American T-6 Texan zu ersetzen, wurde 1975 als erstes wirklich modernes CASA-Flugzeug mit Unterstützung von MBB aus Deutschland und Northrop aus den USA die C.101 Aviojet entwickelt und gebaut. Dieses kleine Strahlflugzeug kann auch als leichtes Erdkampfflugzeug eingesetzt werden, fand als spanisches Flugzeug erstmals auch einige Käufer im Ausland und fliegt noch heute bei der spanischen Kunstflugstaffel Patrulla Águila.
In den 1980er Jahren begann die Entwicklung der C-212 Aviocar, aus der eine ganze Familie von leichten Transportflugzeugen für militärische oder zivile Einsätze entstand, die auf dem internationalen Markt sehr erfolgreich war. Der spanische Staat erhöhte seit 1943 im Laufe der Zeit seine finanzielle Beteiligung an CASA und besaß 1992 insgesamt 99,2 % der Aktien bzw. der Unternehmensanteile. Nach der C-212 entstanden die größeren Transportflugzeuge mit ebenfalls zwei Turboprop-Triebwerken C-235 und C-295, die ebenfalls weltweit erfolgreich sind.
Im Jahre 1999 wurde CASA Mitglied des neu gegründeten multinationalen europäischen Luftfahrtkonzerns EADS – heute Airbus Group.

### EADS-CASA (seit 1999)
Seit 1999 ist CASA ein Teil des europäischen Luftfahrtkonzerns EADS (European Aeronautic Defence and Space Company) – heute Airbus Group – zusammen mit Aérospatiale-Matra aus Frankreich, Dornier GmbH und DASA aus Deutschland. Seit 1999 wird die nunmehr spanische Sparte von EADS als EADS-CASA bezeichnet, ist das größte spanische Unternehmen im Luft- und Raumfahrt-Sektor. Das Unternehmen ist auf drei große Bereiche konzentriert: Flugzeugbau, Wartung und Raumfahrttechnik (CASA Espacio) und verfügt über etwa 7500 spezialisierte Mitarbeiter. Etwa 80 % der Produktion wird ins Ausland exportiert und sichert jährlich die Reinvestition von 15 % des operativen Gewinns. Der aktuelle Vorstandsvorsitzende von CASA ist Francisco Fernández Sainz.

## Military Transport Aircraft Division
Die Military Transport Aircraft Division (MTAD) war ein Teil von EADS-CASA und in Madrid ansässig. Zum 15. April 2009 wurde MTAD Teil von Airbus und firmiert fortan unter Airbus Military SL (Sociedad Limitada) ebenfalls mit Sitz in Madrid. Eines der hergestellten Flugzeuge ist der Airbus A330-200 in modifizierter Ausführung als Tankflugzeug für Luft-Luft-Betankung hauptsächlich von Kampfflugzeugen. Eine Variante wurde an die Australische Luftwaffe (RAAF) geliefert, eine andere an die britische Royal Air Force über die Firma AirTanker. Das Hauptgeschäftsfeld von Airbus Military ist der Markt für leichte bis mittlere Transportflugzeuge mit einer Nutzlast zwischen 3 und 9 Tonnen. Zurzeit sind weltweit über 700 von MTAD-Division von CASA hergestellte Flugzeuge der Typen C-212, C-235 und C-295 in Betrieb. In Entwicklung befindet sich die Airbus A400M mit einer maximalen Nutzlast von 37 t.

## Bekannte Flugzeuge

### Vor 1945
- CASA I
- CASA III
- CASA 352 (Lizenzversion der Junkers Ju 52/3m – gebaut bis 1957)
- CASA 1.131 Jungmann (Lizenzversion der Bücker Bü 131 – gebaut bis 1957)
- CASA 1.133 Jungmeister (Lizenzversion der Bücker Bü 133)
- CASA 2.111 (Lizenzversion der Heinkel He 111 – gebaut bis 1948)

### Nach 1945
- CASA C-201 Alcotán
- CASA C-202 Halcón
- CASA C-207 Azor
- CASA C-127 (Lizenzversion der Dornier Do 27)
- CASA SF-5A (Lizenzversion der Northrop F-5A – auch als zweisitzige Version SF-5B gebaut)
- CASA C-223 Flamingo (Lizenzversion der SIAT 223 Flamingo)
- CASA C-101 Aviojet
- CASA C-212 Aviocar
- CASA C-235 (auch: Airtech CN-235, CASA-Nurtanio CN-235, CASA CN-235)
- CASA C-295
- CASA C-401